# Stade français Paris-Stade toulousain en rugby à XV
Cet article retrace l'historique détaillé des confrontations entre les deux clubs français de rugby à XV du Stade français et du Stade toulousain, ainsi qu'une liste non exhaustive de chacune de ces rencontres.
La première confrontation entre ces deux clubs historiques commence en 1907, et met en jeu les deux clubs français les plus titrés du championnat de France.

## Histoire
La rivalité Toulouse-Paris en rugby à XV se caractérise par deux clubs : le Stade toulousain et le Stade français. Il s'agit des deux clubs français les plus titrés de France, c'est-à-dire, le 1er et le 2e des classements des vainqueurs de la première division.

### Présentation des deux écuries
Le Stade toulousain, fondé le 2 mai 1907, est 6 fois champions d'Europe (1995, 2003, 2005, 2010, 2021 et 2024), 24 fois champions de France (1912, 1922, 1923, 1924, 1926, 1927, 1947, 1985, 1986, 1989, 1994, 1995, 1996, 1997, 1999, 2001, 2008, 2011, 2012, 2019, 2021, 2023, 2024 et 2025), 4 fois vainqueur de la Coupe de France (1946, 1947, 1984 et 1998) et 4 fois vainqueur du Challenge Yves-du-Manoir (1934, 1988, 1993 et 1995).
Le Stade français Paris, fondé en 1883, est 1 fois vainqueur du Challenge européen (2017), 14 fois champion de France (1893, 1894, 1895, 1897, 1898, 1901, 1903, 1908, 1998, 2000, 2003, 2004, 2007 et 2015), 1 fois champion de France Groupe B (3e échelon) (1996) et vainqueur de la Coupe de France (1999).

### Les Paris-Toulouse avant 1907
Depuis le XXe siècle, Toulouse et Paris se sont déjà affrontés en championnat de France. Il s'agissait alors de l'ancêtre du Stade Toulousain : le Stade olympien des étudiants toulousains (SOET). Fondé vers 1896, il participe à la finale du 26 avril 1903 au terrain de la Prairie des Filtres de Toulouse perdue face au Stade français (16-8).
Il faut attendre 1907, après la fusion du Stade olympien et du Véto-sport, actant la naissance du Stade olympien véto-sport toulousain (abrégé en SOVST) pour que Toulouse puisse retrouver Paris. Jugé trop confus, de nombreux journalistes raccourciront le nom du club en Stade toulousain et reconnu officiellement par l'USFSA le 25 mai 1908.

### Les premiers matchs (1907-1918)
C'est dès la première saison du SOVST que les deux équipes se rencontrent en match amical le 15 décembre 1907 au vélodrome du Parc des Princes de Paris. Les parisiens remportent la toute première confrontation d'un point (11-10) avec les essais de Perrens, Mayssonnié et un drop-goal de Pujol pour Toulouse et Marescal, Pharamond et Lesieur marquent et Beaurin transforme. Notons que le même jour à Toulouse, les équipes 2 des deux formations se sont aussi rencontrés en amical pour un nul (3-3).
Un match retour est prévu au stade des Ponts-Jumeaux le 26 janvier 1908 et les rouges et noirs en ressortent vainqueur sur un score de 21-0. On note que les spectateurs (entre 4.000 et 5.000) sont déçus que Paris n'ait pas ramené ses meilleurs joueurs et ils n'étaient seulement que 14 joueurs afin de disputer ce match.

#### Le premier match officiel: demi-finale du Championnat de France
Le 22 mars 1908, toulousains et parisiens disputent leur premier match en compétition officielle pour le compte des demi-finales du championnat de France. Le Stade français se qualifie en finale sur le score de 15 (2 essais de Maclos et 1 de Lesieur transformés par Maclos) à 5 (1 essai de Léry transformé par Séverat).
Après plusieurs autres matchs amicaux, les deux entités se retrouvent pendant le premier conflit mondial dans une compétition substituant le championnat de France : la Coupe de l'Espérance.

#### La première finale
Pendant la Première guerre mondiale, les hommes sont au front. L'État-major voyant dans le sport une bonne préparation physique pour les futurs soldats veulent une compétition sportive. Ainsi, cette nouvelle compétition voit évoluer les jeunes joueurs qui n'ont pas encore été appelé sous les drapeaux. Dès lors, l'USFSA organise, lors de la saison 1915-1916, la première édition de la Coupe de l'Espérance.
Toulouse et Paris se retrouvent en finale le 30 avril 1916 au vélodrome du Parc des Princes. Les toulousains triomphent des parisiens sur le score de 8-0 après 2 essais, un transformé et l'autre non de Lestel et Salinié.
Le 3 novembre 1918, à quelques jours de la fin de la guerre, Toulouse s'offre les franciliens au Parc des Princes sur le score de 6 à 0 en amical.

### Les premiers classiques en rencontres officielles (1922-1944)
Avec la restructuration du championnat de France, désormais organisé par la FFR, les deux clubs vont se croiser de plus en plus en compétition officielle. De plus, après la guerre, le Stade toulousain commence à se tailler une réputation de grand club. Ainsi, le match amical du 31 décembre 1922 est présenté comme le champion de France contre le champion de Paris par La Dépêche. La présence du sous-secrétaire d'État Gaston Vidal au Parc des Princes est mentionnée. Sur le score de 14 à 9 les toulousains terminent l'année 1922 avec brio.
La rencontre en Division d'Excellence du 8 février 1925 voit les deux clubs se neutraliser sur un score vierge, lors de la 3e journée des poules de Cinq.

#### Première finale en Championnat de France

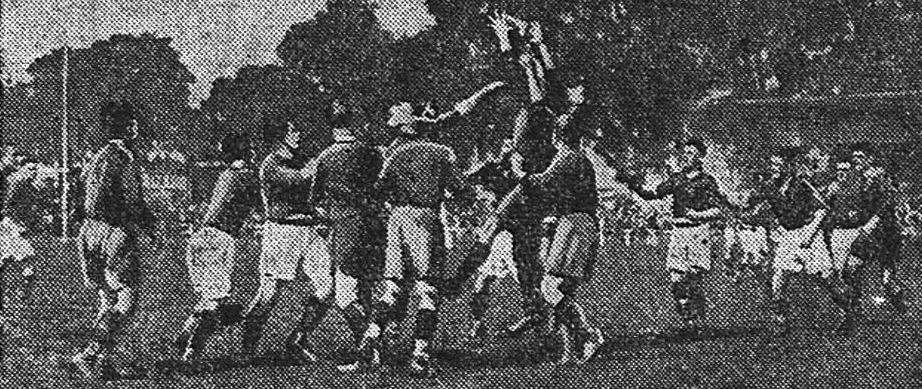
Touche de la finale 1927 au Ponts-Jumeaux.

Le match le plus important de cette décennie, entre les deux rivaux, se déroule le 29 mai 1927. En effet, c'est lors de la 31e édition du Championnat que Toulouse est sacré pour la 6e fois champion de France face à des parisiens qui compte dans leur effectif, Adolphe Jauréguy, ancien toulousain et champion en 1922 et 1923. Sur le score de 19 à 9, Toulouse inscrit 5 essais de Dulaurens (2), Borde, Bergès et Camel pour 2 transformations de Salinié et un essai de Daudignon transformé par Herzowitch et une pénalité de Verger pour Paris.

#### Les tournois de l'UFRA (1930-1931)
Début année 30, la FFR connaît une crise avec plusieurs clubs de son championnat. En avril 1930, dix clubs adressent une lettre à la fédération afin d'exprimer leurs requêtes sur les différents problèmes qu'ont les grands clubs face aux recettes et aux mutations des joueurs. Ils souhaitaient être plus protégés. Or, la situation stagnant et le ton montant, ces dix puis douze clubs vont faire scission avec la FFR et créé leur propre organisme : l'Union française de rugby amateur (UFRA).
Ainsi, lors de la saison 1930-1931, ces clubs participent au tournoi des douze et l'année suivante au tournoi des quatorze. Parmi ces clubs, ont y retrouve Paris et Toulouse qui s'affrontent en aller-retour lors du premier tournoi et seulement qu'à une seule reprise pour la suivante.

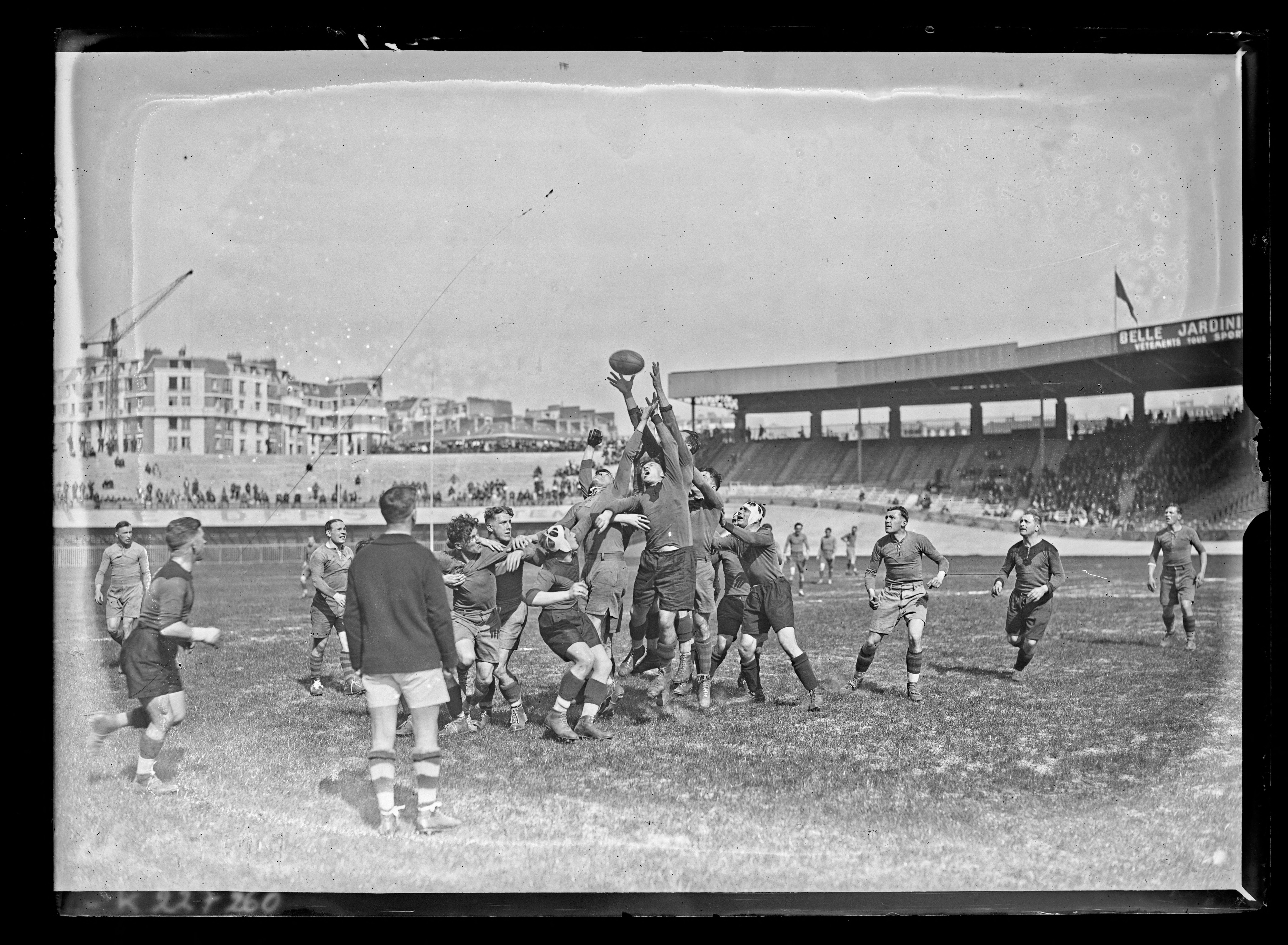
Match amical du 16 avril 1933 au vélodrome du Parc des Princes.

Les 14 décembre 1930 et 5 avril 1931, Toulouse et Paris n'arrivent pas à se départager et se quittent sur deux matchs nuls (11-11) et (6-6). Lors du tournoi suivant, Toulouse prend l'avantage (8-10) au stade Buffalo de Paris. Le Stade toulousain remportent les deux tournois de l'UFRA 1930 et 1931.
Lors du match du Challenge Besset-Pottier ou appelé « tournoi des sept » du 16 avril 1933, le Stade français évolue en tunique jaune « canari » pour ce match sans réelle explication.
Néanmoins, les clubs « dissidents » réintègrent la FFR et le championnat dès la saison 1931-1932. Le 4 février 1934, ils se retrouvent pour la première fois en Challenge Yves-du-Manoir et se solde par une victoire de Toulouse au Parc des Princes sur le score de 5-10. Il s'agit de la première participation des deux clubs et Toulouse sera co-champion avec le RC Toulon lors de cette édition. Durant la même saison, le 15 avril 1934, Toulouse bat le Stade français au Stade municipal de Lyon pour le compte de la 3e journée de la seconde phase du championnat.
Au Stade municipal de Vichy, le 16 mars 1944, se déroule le huitième de finale de la Coupe de France de rugby. Le Stade français surpasse le Stade toulousain d'un point (12-11). Après une première mi-temps dominé par les parisiens, Toulouse n'arrive qu'à inscrire que deux buts en seconde période et est éliminé.
Bien que le Stade français reste en première division, ils ne se recroisent pas avec Toulouse. Lors de la saison 1953-1954, ils sont relégués en D2 et n'y resteront qu'une saison puisqu'ils descendent l'année suivante en D3 soit de 1955 jusqu'en 1992.

### Naissance et apogée de la rivalité: la Capitale contre le Capitole (1998-2010)

#### La renaissance du Stade français (1992-1997)
En 1992, le vice-président d'NRJ, Max Guazzini reprend le club parisien et souhaite faire retrouver l'élite à ce club historique. Le Stade français monte rapidement en Championnat de France Groupe B dès la saison 1992-1993. Le 15 mai 1995 Guazzini acte la fusion avec le CASG Paris pour fonder le Stade français CASG. Ainsi, Paris évolue désormais au stade Jean-Bouin.
Très influant, il ramène des grands noms du rugby à Paris, Bernard Laporte (comme entraineur), Serge Simon, Vincent Moscato, Philippe Gimbert, Hervé Chaffardon, Christophe Dominici, Christophe Juillet, etc.
Dès la saison 1995-1996, ils sont champions de Groupe B et monte en Groupe A2 (ancêtre de la Pro D2) et monte en Groupe A1 l'année suivante.

#### Les premiers actes de la rivalité (1998-2000)
Dès son retour dans l'élite, le Stade français CASG se qualifie en demi-finale et retrouve, depuis 1944, le Stade toulousain (14 fois champion de France et champion en titre depuis 1994). Les parisiens vainquent Toulouse, le 9 mai 1998, au Stadium municipal de Brive-la-Gaillarde 39 à 3 par quatre essais de Pool-Jones, Moscato, Laussucq et Comba. Le Midi olympique écrivit « La démonstration de force du Stade français impressionne pour ce qui reste comme la plus lourde défaite toulousaine dans le dernier carré de la compétition».
Moins d'un mois après, le 6 juin 1998, le Stade toulousain prend sa revanche lors de la finale de la Coupe de France « Yves-du-Manoir » sur le score de 22-15. Diego Dominguez est l'auteur des 5 pénalités pour Paris et un essai de Pierre Bondouy transformé par Deylaud et lui-même auteur de 4 des pénalités et une de Stéphane Ougier pour les toulousains.
La saison suivante, les deux écuries se retrouve lors des quarts de finale d'Élite 1. Le 15 mai 1999, pour la première au Stadium de Toulouse entre les deux et sous les yeux du premier ministre et maire de Cintegabelle, Lionel Jospin et du maire de Toulouse, Dominique Baudis, les toulousains battent les franciliens 51 à 19. 7 essais inscrits pour Toulouse, après un essai de pénalité (17e), Marfaing (24e), Labit (37e), Ntamack (41e et 57e) et Desbrosses (74e et 81e), 6 transformation et une pénalité pour Marfaing (52e). Côté parisien, c'est 3 d'essais inscrits par Viars (27e), Dominici (29e) et Marconnet (79e) dont 2 transformés par Dominguez (30e et 79e).
En Élite 1 1999-2000, les deux équipes se retrouvent en phase de poule (Groupe A) et en demi-finale le 8 juillet 2000, ou le Stade français CASG élimine les toulousains sur le score de 30 à 13 au stade de la Méditerranée de Béziers. Le match est resté dans les mémoires de par la manchette de Christian Labit sur Christophe Dominici.

#### Une rivalité entretenue à l'écran
Tout comme au football avec la rivalité Paris et Marseille, Guazzini a bien compris l'intérêt d'entretenir l'équivalent en rugby entre son club et celui de Toulouse. Le diffuseur Canal+, afin de dynamiser son produit et de trouver un nouvel audimat, mettait en avant la guerre des Stades.
Ce côté « bling-bling », «rugby champagne», «rugby paillettes» et « showbiz » que proposait le Stade français lui valut de nombreuses critiques. Sa gestion moderne perturbait aussi cet esprit traditionnel. Ces mêmes critiques se feront sur la gestion toulousaine de René Bouscatel (président de 1992-2017) des années plus tard.
En réalité, c'est l'arrivée du professionnalisme qui secoua grandement les habitudes traditionnelles et le côté spectacle, que proposait le SF et encouragé par le diffuseur du championnat, n'étaient que le témoin de l'évolution du rugby professionnel.

#### Au sommet du Top 16 et de l'Europe (2000-2005)
Le nouveau millénaire virent Toulouse et Paris se battre de manière annuelle au sommet du championnat de France. Le 7 juin 2003, le Stade toulousain et le Stade français CASG s'affrontèrent en finale du Championnat de France de Top 16 (la seconde après celle de 1927). Le premier Stade de France entre les deux équipes se solde par une victoire parisienne remportant leur 11e titre et vit le capitaine Fabien Galthié soulever son seul Bouclier de Brennus comme joueur. Sur un score de 32 à 18, Paris inscrivit 2 essais de Galthié et Corleto transformés par Dominguez et 6 pénalités passées par Dominguez (5) et une seule par Brian Liebenberg. Toulouse ne put que passer 6 pénalités par Michalak (5) et une de Delaigue.
La saison suivante, Paris bat le stade à Ernest-Wallon et à Jean-Bouin. C'est lors de cette saison que le club remplace le sigle « CASG » pour « Paris ». Cependant, la saison 2004-2005 voit les deux écuries se rencontrer à 4 reprises. En phase régulière, chacun gagne chez lui : à Toulouse (32-16) et à Paris, au Parc des Princes (40-19). Nonobstant, la rivalité va s'inviter sur la scène finale de la coupe d'Europe de rugby.
Le 22 mai 2005 à Murrayfield les deux équipes se livrent une bataille sans précédent sur le terrain et n'arrivent pas à se départager à la fin du temps réglementaire (12-12). David Skrela passe 4 pénalités pour les franciliens et Élissalde et Michalak pour les rouges et noirs. En prolongations, après une pénalité réussite par Michalak, c'est son drop à la 92e (12-18) qui délivre la ville rose et voit le capitaine Fabien Pelous soulever la troisième coupe d'Europe de Toulouse. À la suite d'une altercation avec la sécurité du stade, Guy Novès, a manqué la remise du trophée.
Le Stade français Paris prend sa revanche le 3 juin 2005 lors des demi-finales, à Chaban-Delmas, en battant le champion d'Europe (23-18) avec 2 essais de Pichot et de Villiers transformés par Skrela, auteur des 3 pénalités pour Paris et 2 essais d'Heymans et Élissalde auteur aussi d'une transformation, d'une pénalité et d'un drop.

#### Toujours plus haut en Top 14
Lors de la saison 2005-2006, le championnat de France transforme son format et passe à 14 écuries : le Top 14 est né. Pour cette première saison de la nouvelle formule, Paris a les idées en grand.
En effet, le 15 octobre 2005, pour le compte de la 9e journée du championnat, le SFP reçoit le Stade toulousain au Stade de France, une première pour une simple journée de championnat. Résidant au stade Jean-Bouin (avec une capacité de 10 500 places), cette affiche rassemble plus de 79 500 spectateurs. Le Monde écrit « Avant le match, alors que des pom-pom girls et un karaoké assuraient l'animation, [...]. Et dans la tribune présidentielle, hommes politiques et monde des affaires se pressaient autour de Bernard Lapasset, président de la fédération, de Serge Blanco, président de la ligue, et, bien sûr, de Max Guazzini, président du Stade français et heureux maître de cérémonie de cette soirée un peu particulière». Un match de gala unique qui voit les parisiens victorieux sur un score de 29-15. Paris inscrit 2 essais de Szarzewski et de de Viliers transformé par Hernandez auteur, également, de 5 pénalités. Toulouse, eux, 2 essais de Fritz et un de Thomas transformé par Élissalde, également l'auteur d'une pénalité.
Pour le match retour, le 15 avril 2006 au Stadium, Élissalde mit 15 points à zéro au SFP. Néanmoins, c'est le 3 juin 2006 que les deux se retrouvent encore en demi-finale du championnat. Pour ce match à Gerland, les deux équipes se livrent encore à une terrible bataille. Jean-Baptiste Élissalde sort sur un KO après un placage sur Mauro Bergamasco. Idem pour son homologue adverse, David Skrela, KO après une charge au sol de Yannick Bru, il refuse de sortir. Contraint par le staff médical et son entraineur Galthié, il est remplacé quelques minutes après. Match serré, les points sont essentiellement inscrits aux pieds. C'est le drop de Jeff Dubois, à la 76e, qui permet aux toulousains de se qualifier en finale pour affronter le Biarritz olympique (12-9). Ce match était le dernier pour le parisien Alain Penaud, ancien toulousain, transféré au Lyon OU.

#### La vie en rose (2006-2010)

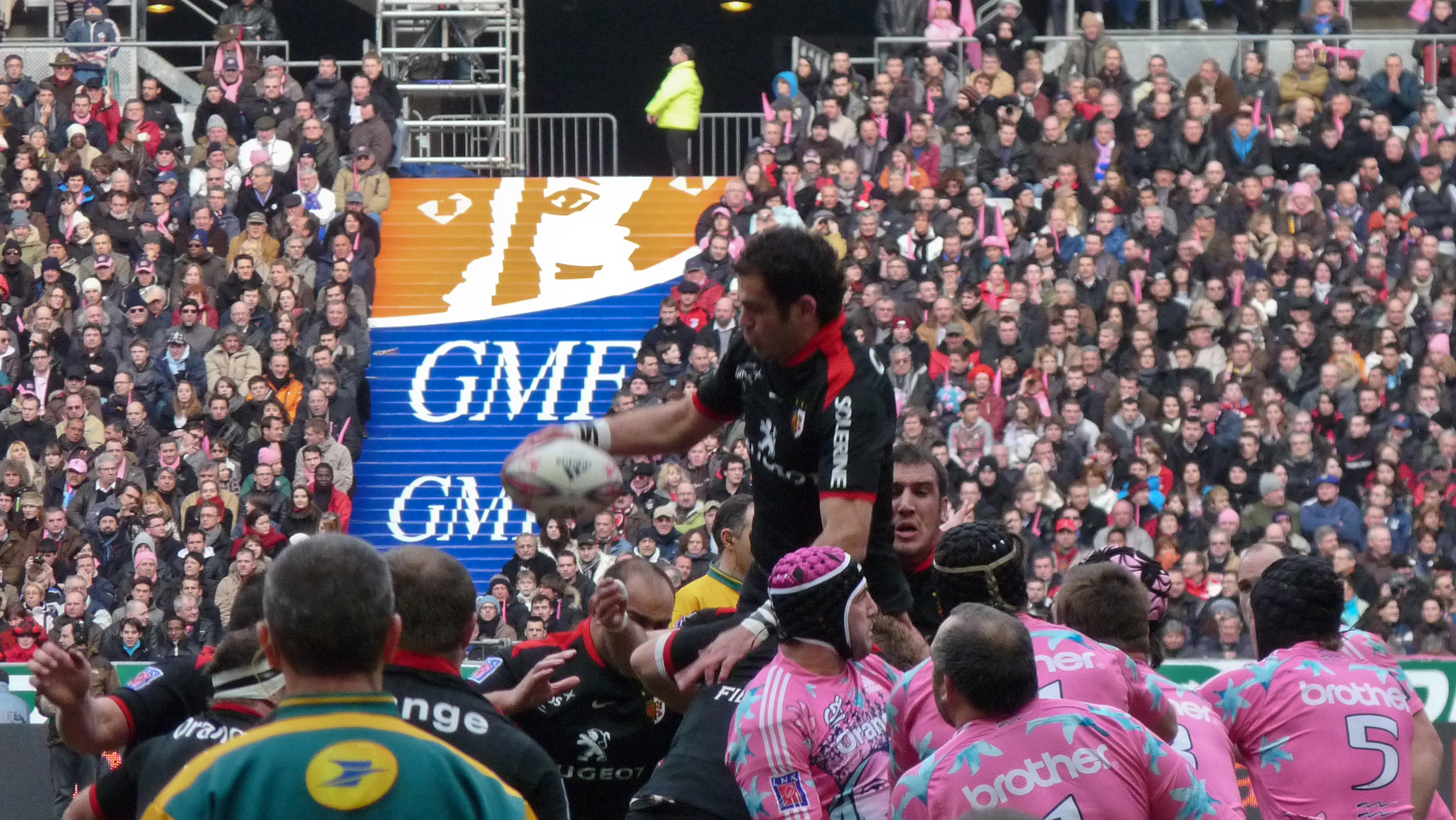
Lamboley réceptionne la balle, match du 28 août 2010

La saison 2006-2007 voit le Stade français Paris, encore une fois innover en abandonnant ses couleurs historiques au profit du rose. Le 16 septembre 2006, nouvellement vêtue, Paris s'impose au Stadium de Toulouse (12-16). Lors de la saison suivante, les deux ennemis se retrouvent de nouveau en demi-finale. Le 22 juin 2008, à Bordeaux, le Stade toulousain se qualifie en finale sur le score de 31 à 13 en éliminant les champions de France en titre. Les points des rouges et noirs sont marqués par Élissalde auteur de 2 pénalités et grâce aux essais de Médard (1) et Jauzion (1 transformé et l'autre non) transformés par Élissalde et Kunavore. Fritz conclut par un drop. Paris marque qu'un essai par Fillol et est transformé par Hernandez, aussi l'auteur de 2 pénalités. Ce match était le dernier pour Christophe Dominici qui prit sa retraite sportive. Il se reconverti comme entraîneur des arrières du SFP.
Entre 2008 et 2010, les matchs de championnat sont à la faveur des rouges et noirs malgré le nul arraché (9-9) au Stadium le 26 septembre 2009.
Les deux effectifs se retrouve une dernière fois en phase finale de Coupe d'Europe. Le 11 avril 2010, toujours dans l'autre du Stadium, les toulousains pulvérisent les roses et bleus 42 à 16 avec les essais de Jauzion, Heymans et Albacete, suivi des coups de pieds de Skrela pour Toulouse et un essai de Roncero transformé par Beauxis et auteur de 3 pénalités.

### Le lent déclin de la rivalité (depuis 2010)
Les rencontres entre les deux Stades baissent de qualité peu à peu durant cette décennie. En effet, les résultats des deux clubs sont en baisses et les deux acteurs ne dominent plus en championnat. L'impact de cette rivalité tient énormément aux années 2000.
De plus, avec la montée en Top 14 du Racing-Métro en 2009, le SFP n'est plus le seul club parisien de l'élite. Tout comme les franciliens dans les années 2000, le Racing va lui aussi moderniser son club avec une nouvelle enceinte (Paris la Défense Arena en 2016) et ses nouveaux joueurs stars faisant de l'ombre au Stade français.
On note que le diffuseur Canal+ tente de maintenir l'enjeu de cette rivalité afin de captiver l'audience et d'en faire un produit inédit par saison. Tout comme au football avec le Real Madrid et le FC Barcelone, la rencontre est nommée « Classico » ou « Classique »,.

#### Du rose à morose (2010-2016)
Le SFP retrouve le chemin de la victoire en vainquant les toulousains (31-3) au Stade de France, le 8 janvier 2011 pour le compte de la 16e journée de Top 14. Ils n'avaient plus gagné contre eux depuis le 22 mars 2008. 

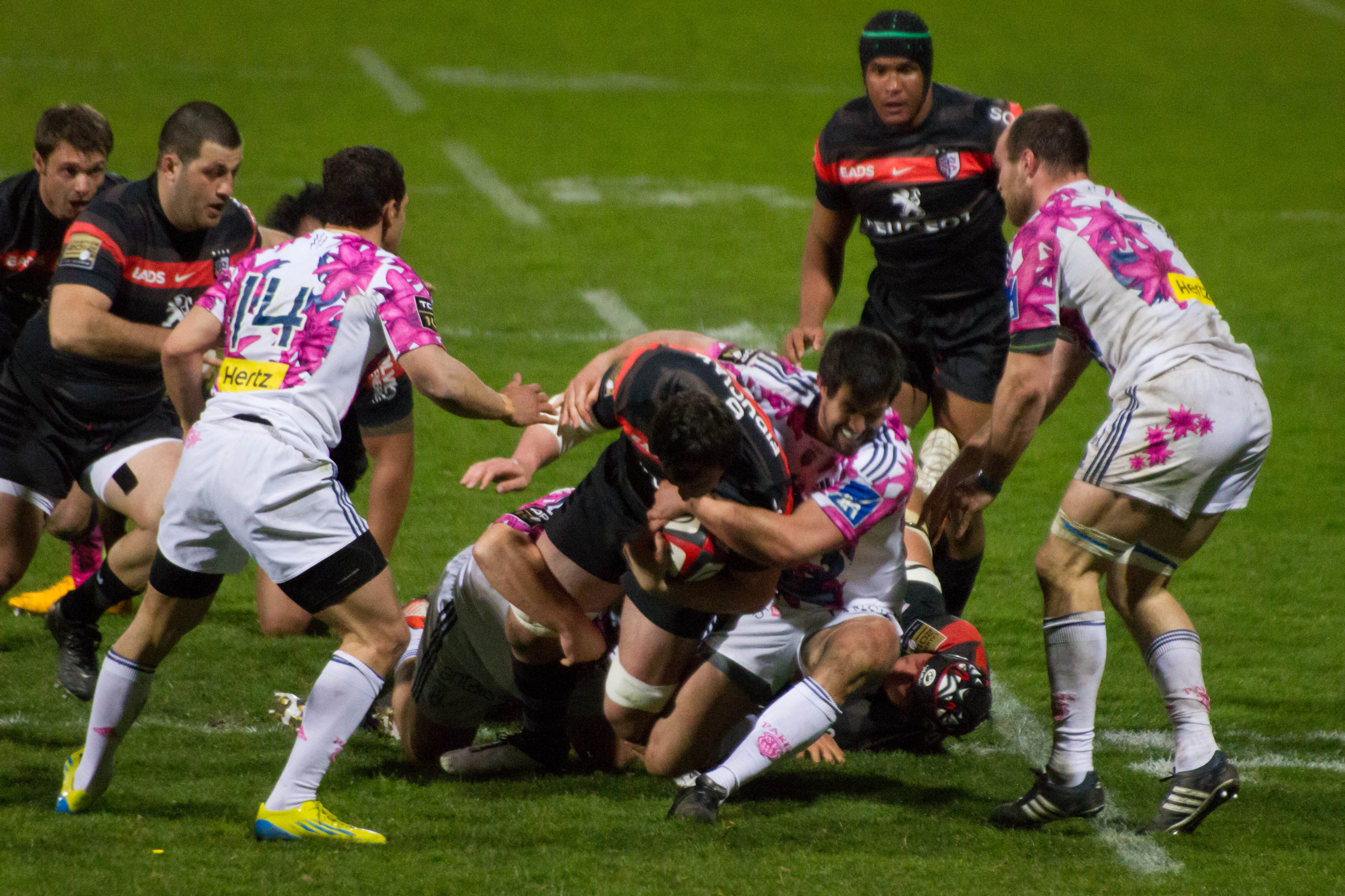
Stade toulousain - Stade français, le 24 mars 2013

La rencontre du 29 octobre 2011 est resté dans les mémoires pour sa fin de match cocasse. En effet, à la fin du match, alors que Paris pouvait aller inscrire un dernier essai, Felipe Contepomi inscrivit un drop imaginant que cela allait redonner l'avantage à Paris. Après avoir regarder son banc et le score, il comprit son erreur... Victoire des toulousains (18-15) après les essais de Nyanga et Donguy transformés par Beauxis et Dupuy pour le reste des points parisiens avec Contepomi.
Paris remporte le match du 27 octobre 2012 sur le score de 27 à 24 et devra attendre le match du 3 janvier 2016 pour retrouver la victoire (18-17). C'est lors du match de 2012 que Jauzion et Papé prennent tous les deux un carton jaune après une bagarre. Toulouse inflige un 43 à 16 au SFP à Ernest-Wallon. Comme un symbole, le 22 mars 2014 signe le dernier match de phase régulière au Stade de France. Yohan Montes marque un essai à la 80e et la transformation de Doussain permet de décrocher le nul (27-27).

#### Un simple «classique» du championnat (depuis 2017)
Aujourd'hui, les rencontres entre les deux équipes sont plus du fait historique qu'une véritable attente. Seul Canal+ met en avant l'ancienne « rivalité » entre les deux. Depuis 2020, les derniers matchs sont plus disputés puisqu'ils se rencontrent souvent pendant les périodes de « doublon » ou après des matchs de Champions Cup.
Le 16 septembre 2017, à Ernest-Wallon, Toulouse met 53 points à 17 au Stade français Paris. Il s'agit de l'écart le plus gros inscrit par les toulousains face aux parisiens (36 points). 7 essais toulousains de Kolbe, Ramos (2), Poï, Dupont, Fikou, Médard et 6 transformations et 2 pénalités de Ramos contre un essai parisien par Bouhraoua et pénalités de Plisson.
Le Stade français Paris retrouve le chemin de la victoire les 5 janvier 2020 (le match retour fut annulé à la suite de la pandémie de Covid-19) et le 1er novembre 2020 ou ils inscrivent 48 points. C'est 6 essais transformé par Joris Segonds de Delbouis, Coville, Danty, Latu, Gabrillagues et McDougall. Charlie Faumuina marque l'essai transformé par Zack Holmes pour les rouges et noirs.
Le SFP gagnent les deux rencontres de la saison 2021-2022. Initialement prévu le 26 décembre 2021, pour le boxing day, le match est décalé au 11 février 2022. Plusieurs joueurs parisiens étaient touchés par la Covid-19. Retour de Paris dans l'antre du Stadium de Toulouse depuis le quart de finale de coupe d'Europe 2010. Menant à la mi-temps, Toulouse se fait surprendre par les essais de Makalou et d'Hamdaoui. Joris Segonds passe la pénalité de la gagne (27-28). Moins d'un mois après, le 6 mars, Paris bat Toulouse (23-16).

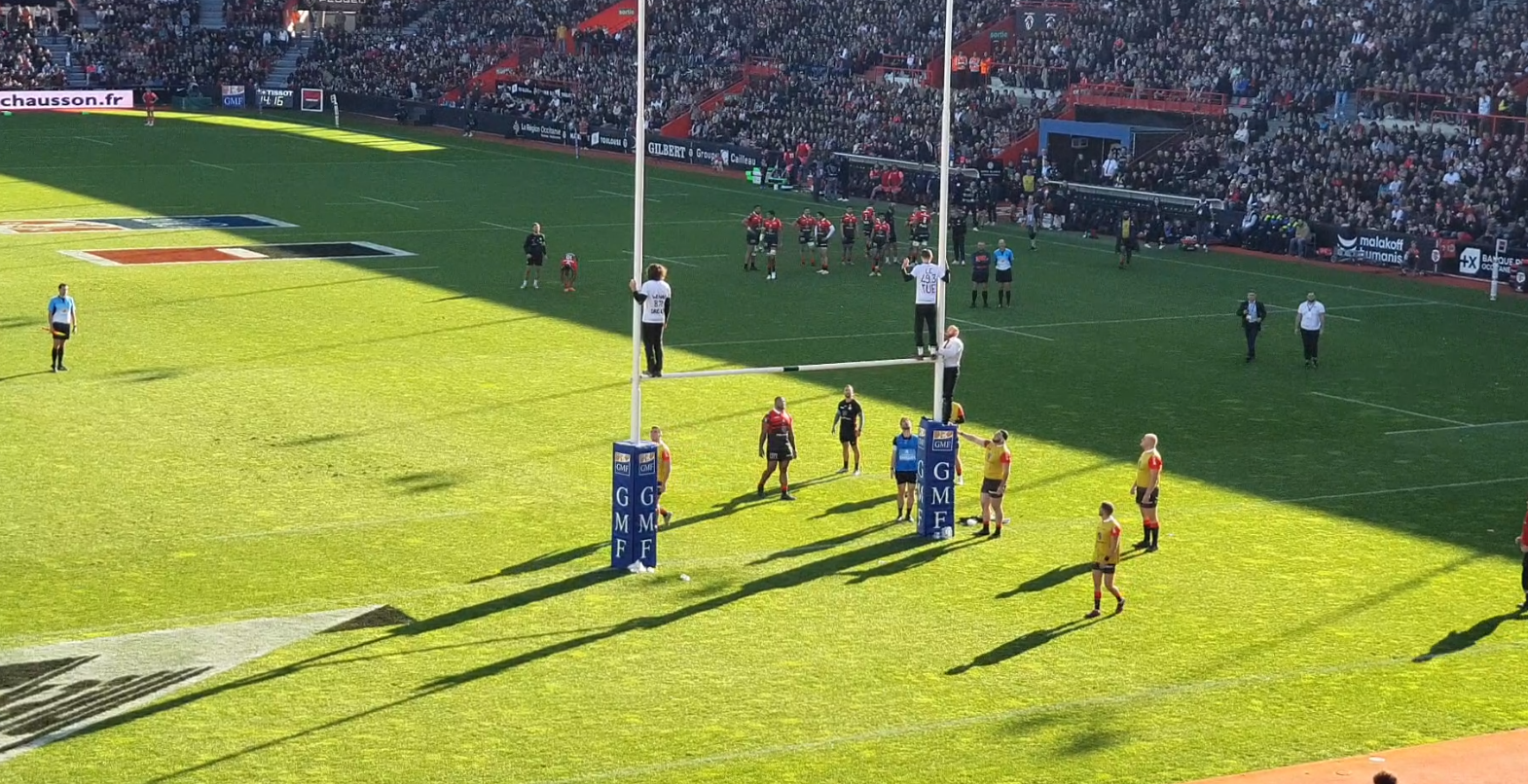
Le Match est interrompu par deux activistes accrochés aux poteaux.

La rencontre du 5 novembre 2022 est mémorable à la suite de l'envahissement du terrain de deux activistes sur les poteaux d'Ernest-Wallon. Après un match dominé par les toulousains, la seconde mi-temps voit les parisiens recoller au score et Segonds inscrit la pénalité de l'égalité (27-27).
Le 3 décembre 2023, le Stade français Paris arbore un maillot pour les 150 ans du club et le temps d'un match retrouve ses couleurs historiques bleus et rouges. Victoire des parisiens (27-12).

## Confrontations

### Entre le Stade français et le Stade toulousain
Durant l'histoire de leurs confrontations, les clubs sont connus sous différents noms successifs. Le Stade français (1883-1995) devient le Stade français CASG (1995-2003) et rebaptisé Stade français Paris depuis 2003. Initialement nommé Stade olympien des étudiants véto-sport toulousain (1907-1908) le nom est vite raccourci en Stade toulousain depuis 1908.
| no | Date              | Club (domicile)      | Score   | Club (extérieur)     | Lieu                                                | Compétition                                                |
| -- | ----------------- | -------------------- | ------- | -------------------- | --------------------------------------------------- | ---------------------------------------------------------- |
| 1  | 22 mars 1908      | Stade français       | 15 - 5  | SOEVST               | Parc des Princes, Paris                             | Championnat (demi-finale)                                  |
| 2  | 30 avril 1916     | Stade toulousain     | 8 - 0   | Stade français       | Vélodrome du Parc des Princes, Paris                | Coupe de l'Espérance, finale                               |
| 3  | 8 février 1925    | Stade toulousain     | 0 - 0   | Stade français       | Stade « Ernest-Wallon » des Ponts-Jumeaux, Toulouse | Division d'Excellence, poules de 5, poule A, 3e journée    |
| 4  | 29 mai 1927       | Stade toulousain     | 19 - 9  | Stade français       | Stade « Ernest-Wallon » des Ponts-Jumeaux, Toulouse | Division d'Excellence, finale                              |
| 5  | 9 février 1930    | Stade toulousain     | 0 - 6   | Stade français       | Stade « Ernest-Wallon » des Ponts-Jumeaux, Toulouse | Division d'Excellence, poules de 5, poule H, 6e journée    |
| 6  | 14 décembre 1930  | Stade toulousain     | 11 - 11 | Stade français       | Stade « Ernest-Wallon » des Ponts-Jumeaux, Toulouse | Tournoi des douze de l'UFRA                                |
| 7  | 5 avril 1931      | Stade français       | 6 - 6   | Stade toulousain     | Vélodrome du Parc des Princes, Paris                | Tournoi des douze de l'UFRA                                |
| 8  | 28 mars 1932      | Stade français       | 8 - 10  | Stade toulousain     | Stade Buffalo, Paris                                | Tournoi des quatorze de l'UFRA                             |
| 9  | 4 décembre 1932   | Stade toulousain     | 0 - 4   | Stade français       | Stade « Ernest-Wallon » des Ponts-Jumeaux, Toulouse | Tournoi des VII ou Challenge Besset-Pottier                |
| 10 | 16 avril 1933     | Stade toulousain     | 11 - 8  | Stade français       | Vélodrome du Parc des Princes, Paris                | Tournoi des VII ou Challenge Besset-Pottier                |
| 11 | 4 février 1934    | Stade français       | 5 - 10  | Stade toulousain     | Vélodrome du Parc des Princes, Paris                | Challenge Yves-du-Manoir, poule A, 10e journée             |
| 12 | 15 avril 1934     | Stade toulousain     | 14 - 3  | Stade français       | Stade municipal, Lyon                               | Division d'Excellence, Poule de trois, poule C, 3e journée |
| 13 | 13 janvier 1935   | Stade français       | 0 - 6   | Stade toulousain     | Stade Buffalo, Montrouge                            | Challenge Yves-du-Manoir, poule B, 8e journée              |
| 14 | 20 octobre 1935   | Stade toulousain     | 11 - 6  | Stade français       | Stade « Ernest-Wallon » des Ponts-Jumeaux, Toulouse | Challenge Yves-du-Manoir, poule A, 3e journée              |
| 15 | 11 octobre 1936   | Stade toulousain     | 6 - 0   | Stade français       | Stade « Ernest-Wallon » des Ponts-Jumeaux, Toulouse | Challenge Yves-du-Manoir, poule A, 2e journée              |
| 16 | 12 décembre 1937  | Stade toulousain     | 10 - 3  | Stade français       | Stade « Ernest-Wallon » des Ponts-Jumeaux, Toulouse | Challenge Yves-du-Manoir, poule B, 9e journée              |
| 17 | 19 mars 1944      | Stade français       | 12 - 11 | Stade toulousain     | Stade municipal, Vichy                              | Coupe de France (huitième de finale)                       |
| 18 | 9 mai 1998        | Stade français CASG  | 39 - 3  | Stade toulousain     | Stadium, Brive-la-Gaillarde                         | Division 1, Groupe A1 (demi-finale)                        |
| 19 | 6 juin 1998       | Stade toulousain     | 22 - 15 | Stade français CASG  | Stade Charléty, Paris                               | Coupe de France (finale)                                   |
| 20 | 15 mai 1999       | Stade toulousain     | 51 - 19 | Stade français CASG  | Stadium, Toulouse                                   | Élite 1 (quart de finale)                                  |
| 21 | 4 décembre 1999   | Stade toulousain     | 32 - 10 | Stade français CASG  | Stadium, Toulouse                                   | Élite 1, Groupe 1, 6e journée                              |
| 22 | 20 mai 2000       | Stade français CASG  | 27 - 7  | Stade toulousain     | Stade Jean-Bouin, Paris                             | Élite 1, Groupe 1, 19e journée                             |
| 23 | 8 juillet 2000    | Stade toulousain     | 13 - 30 | Stade français CASG  | Stade de la Méditerranée, Béziers                   | Élite 1 (demi-finale)                                      |
| 24 | 17 octobre 2001   | Stade français CASG  | 18 - 20 | Stade toulousain     | Stade Jean-Bouin, Paris                             | Top 16, Groupe 1, 3e journée                               |
| 25 | 20 janvier 2002   | Stade toulousain     | 21 - 10 | Stade français CASG  | Stade Ernest-Wallon, Toulouse                       | Top 16, Groupe 1, 10e journée                              |
| 26 | 7 juin 2003       | Stade français CASG  | 32 - 18 | Stade toulousain     | Stade de France, Saint-Denis                        | Top 16, finale                                             |
| 27 | 14 mai 2004       | Stade toulousain     | 18 - 24 | Stade français Paris | Stade Ernest-Wallon, Toulouse                       | Top 16, seconde phase, poule B, 2e journée                 |
| 28 | 12 juin 2004      | Stade français Paris | 49 - 17 | Stade toulousain     | Stade Jean-Bouin, Paris                             | Top 16, seconde phase, poule B, 6e journée                 |
| 29 | 6 novembre 2004   | Stade toulousain     | 32 - 16 | Stade français Paris | Stade Ernest-Wallon, Toulouse                       | Top 16, 11e journée                                        |
| 30 | 30 avril 2005     | Stade français Paris | 40 - 19 | Stade toulousain     | Parc des Princes, Paris                             | Top 16, 26e journée                                        |
| 31 | 22 mai 2005       | Stade toulousain     | 18 - 12 | Stade français Paris | Murrayfield Stadium, Édimbourg                      | H Cup, finale                                              |
| 32 | 3 juin 2005       | Stade français Paris | 23 - 18 | Stade toulousain     | Stade Chaban-Delmas, Bordeaux                       | Top 16 (demi-finale)                                       |
| 33 | 15 octobre 2005   | Stade français Paris | 29 - 15 | Stade toulousain     | Stade de France, Saint-Denis                        | Top 14, 9e journée                                         |
| 34 | 15 avril 2006     | Stade toulousain     | 15 - 0  | Stade français Paris | Stadium, Toulouse                                   | Top 14, 22e journée                                        |
| 35 | 3 juin 2006       | Stade toulousain     | 12 - 9  | Stade français Paris | Stade de Gerland, Lyon                              | Top 14 (demi-finale)                                       |
| 36 | 16 septembre 2006 | Stade toulousain     | 12 - 16 | Stade français Paris | Stadium, Toulouse                                   | Top 14, 6e journée                                         |
| 37 | 27 janvier 2007   | Stade français Paris | 22 - 20 | Stade toulousain     | Stade de France, Saint-Denis                        | Top 14, 19e journée                                        |
| 38 | 3 novembre 2007   | Stade toulousain     | 28 - 9  | Stade français Paris | Stadium, Toulouse                                   | Top 14, 2e journée                                         |
| 39 | 22 mars 2008      | Stade français Paris | 29 - 0  | Stade toulousain     | Stade de France, Saint-Denis                        | Top 14, 15e journée                                        |
| 40 | 22 juin 2008      | Stade toulousain     | 31 - 13 | Stade français Paris | Stade Chaban-Delmas, Bordeaux                       | Top 14 (demi-finale)                                       |
| 41 | 25 octobre 2008   | Stade français Paris | 13 - 26 | Stade toulousain     | Stade de France, Saint-Denis                        | Top 14, 8e journée                                         |
| 42 | 29 mars 2009      | Stade toulousain     | 15 - 11 | Stade français Paris | Stadium, Toulouse                                   | Top 14, 21e journée                                        |
| 43 | 26 septembre 2009 | Stade français Paris | 9 - 9   | Stade toulousain     | Stadium, Toulouse                                   | Top 14, 8e journée                                         |
| 44 | 6 mars 2010       | Stade français Paris | 0 - 29  | Stade toulousain     | Stade de France, Saint-Denis                        | Top 14, 21e journée                                        |
| 45 | 11 avril 2010     | Stade toulousain     | 42 - 16 | Stade français Paris | Stadium, Toulouse                                   | H Cup (quart de finale)                                    |
| 46 | 28 août 2010      | Stade toulousain     | 34 - 16 | Stade français Paris | Stadium, Toulouse                                   | Top 14, 3e journée                                         |
| 47 | 8 janvier 2011    | Stade français Paris | 31 - 3  | Stade toulousain     | Stade de France, Saint-Denis                        | Top 14, 16e journée                                        |
| 48 | 29 octobre 2011   | Stade toulousain     | 18 - 15 | Stade français Paris | Stade Ernest-Wallon, Toulouse                       | Top 14, 9e journée                                         |
| 49 | 31 mars 2012      | Stade français Paris | 18 - 22 | Stade toulousain     | Stade de France, Saint-Denis                        | Top 14, 22e journée                                        |
| 50 | 27 octobre 2012   | Stade français Paris | 28 - 24 | Stade toulousain     | Stade de France, Saint-Denis                        | Top 14, 9e journée                                         |
| 51 | 24 mars 2013      | Stade toulousain     | 43 - 16 | Stade français Paris | Stade Ernest-Wallon, Toulouse                       | Top 14, 22e journée                                        |
| 52 | 5 octobre 2013    | Stade toulousain     | 28 - 10 | Stade français Paris | Stade Ernest-Wallon, Toulouse                       | Top 14, 9e journée                                         |
| 53 | 22 mars 2014      | Stade français Paris | 27 - 27 | Stade toulousain     | Stade de France, Saint-Denis                        | Top 14, 22e journée                                        |
| 54 | 4 octobre 2014    | Stade toulousain     | 22 - 10 | Stade français Paris | Stade Ernest-Wallon, Toulouse                       | Top 14, 8e journée                                         |
| 55 | 24 avril 2015     | Stade français Paris | 12 - 21 | Stade toulousain     | Stade Jean-Bouin, Paris                             | Top 14, 23e journée                                        |
| 56 | 3 janvier 2016    | Stade français Paris | 18 - 17 | Stade toulousain     | Stade Jean-Bouin, Paris                             | Top 14, 12e journée                                        |
| 57 | 27 mars 2016      | Stade toulousain     | 36 - 3  | Stade français Paris | Stade Ernest-Wallon, Toulouse                       | Top 14, 19e journée                                        |
| 58 | 24 septembre 2016 | Stade toulousain     | 23 - 18 | Stade français Paris | Stade Ernest-Wallon, Toulouse                       | Top 14, 6e journée                                         |
| 59 | 8 janvier 2017    | Stade français Paris | 15 - 18 | Stade toulousain     | Stade Jean-Bouin, Paris                             | Top 14, 16e journée                                        |
| 60 | 16 septembre 2017 | Stade toulousain     | 53 - 17 | Stade français Paris | Stade Ernest-Wallon, Toulouse                       | Top 14, 4e journée                                         |
| 61 | 24 mars 2018      | Stade français Paris | 33 - 37 | Stade toulousain     | Stade Jean-Bouin, Paris                             | Top 14, 22e journée                                        |
| 62 | 2 décembre 2018   | Stade toulousain     | 49 - 20 | Stade français Paris | Stade Ernest-Wallon, Toulouse                       | Top 14, 11e journée                                        |
| 63 | 3 mars 2019       | Stade français Paris | 9 - 28  | Stade toulousain     | Stade Jean-Bouin, Paris                             | Top 14, 18e journée                                        |
| 64 | 5 janvier 2020    | Stade français Paris | 30 - 18 | Stade toulousain     | Stade Jean-Bouin, Paris                             | Top 14, 13e journée                                        |
| 65 | 1er novembre 2020 | Stade français Paris | 48 - 14 | Stade toulousain     | Stade Jean-Bouin, Paris                             | Top 14, 7e journée                                         |
| 66 | 10 janvier 2021   | Stade toulousain     | 48 - 24 | Stade français Paris | Stade Ernest-Wallon, Toulouse                       | Top 14, 14e journée                                        |
| 67 | 11 février 2022   | Stade toulousain     | 28 - 29 | Stade français Paris | Stadium, Toulouse                                   | Top 14, 13e journée                                        |
| 68 | 6 mars 2022       | Stade français Paris | 23 - 16 | Stade toulousain     | Stade Jean-Bouin, Paris                             | Top 14, 20e journée                                        |
| 69 | 5 novembre 2022   | Stade toulousain     | 16 - 16 | Stade français Paris | Stade Ernest-Wallon, Toulouse                       | Top 14, 10e journée                                        |
| 70 | 22 avril 2023     | Stade français Paris | 19 - 10 | Stade toulousain     | Stade Jean-Bouin, Paris                             | Top 14, 23e journée                                        |
| 71 | 3 décembre 2023   | Stade français Paris | 27 - 12 | Stade toulousain     | Stade Jean-Bouin, Paris                             | Top 14, 9e journée                                         |
| 72 | 12 mai 2024       | Stade toulousain     | 49 - 18 | Stade français Paris | Stade Ernest-Wallon, Toulouse                       | Top 14, 23e journée                                        |
| 73 | 29 décembre 2024  | Stade toulousain     | 38 - 23 | Stade français Paris | Stadium, Toulouse                                   | Top 14, 13e journée                                        |
| 74 | 20 avril 2025     | Stade français Paris | 21 - 27 | Stade toulousain     | Stade Jean-Bouin, Paris                             | Top 14, 21e journée                                        |

| Date             | Club (domicile)  | Score   | Club (extérieur) | Lieu                                                | Commentaires                     |
| ---------------- | ---------------- | ------- | ---------------- | --------------------------------------------------- | -------------------------------- |
| 15 décembre 1907 | Stade français   | 11 - 10 | SOEVST           | Vélodrome du Parc des Princes, Paris                |                                  |
| 26 janvier 1908  | SOEVST           | 21 - 0  | Stade français   | Stade des Ponts-Jumeaux, Toulouse                   |                                  |
| 13 décembre 1908 | Stade français   | 24 - 11 | Stade toulousain | Vélodrome du Parc des Princes, Paris                |                                  |
| 17 janvier 1909  | Stade toulousain | 13 - 0  | Stade français   | Stade des Ponts-Jumeaux, Toulouse                   |                                  |
| 2 mars 1913      | Stade français   | 13 - 13 | Stade toulousain | Vélodrome du Parc des Princes, Paris                |                                  |
| 30 mars 1913     | Stade toulousain | 19 - 3  | Stade français   | Stade des Ponts-Jumeaux, Toulouse                   |                                  |
| 15 février 1914  | Stade français   | 11 - 20 | Stade toulousain | Vélodrome du Parc des Princes, Paris                |                                  |
| 1er mars 1914    | Stade toulousain | 21 - 12 | Stade français   | Stade des Ponts-Jumeaux, Toulouse                   |                                  |
| 3 novembre 1918  | Stade français   | 0 - 6   | Stade toulousain | Vélodrome du Parc des Princes, Paris                |                                  |
| 31 décembre 1922 | Stade français   | 0 - 6   | Stade toulousain | Vélodrome du Parc des Princes, Paris                |                                  |
| 23 octobre 1927  | Stade toulousain | 19 - 9  | Stade français   | Stade « Ernest-Wallon » des Ponts-Jumeaux, Toulouse |                                  |
| 25 mars 1928     | Stade français   | 11 - 7  | Stade toulousain | Vélodrome du Parc des Princes, Paris                |                                  |
| 7 avril 1929     | Stade français   | 11 - 9  | Stade toulousain | Stade Buffalo, Paris                                |                                  |
| 12 mai 1929      | Stade toulousain | 6 - 17  | Stade français   | Stade « Ernest-Wallon » des Ponts-Jumeaux, Toulouse |                                  |
| 8 décembre 1929  | Stade français   | 11 - 9  | Stade toulousain | Vélodrome du Parc des Princes, Paris                | Tournoi des six (amical), aller  |
| 4 mai 1930       | Stade toulousain | 4 - 5   | Stade français   | Stade « Ernest-Wallon » des Ponts-Jumeaux, Toulouse | Tournoi des six (amical), retour |
| 28 février 1932  | Stade toulousain | 17 - 11 | Stade français   | Stade « Ernest-Wallon » des Ponts-Jumeaux, Toulouse |                                  |
| 2 octobre 1932   | Stade français   | 14 - 3  | Stade toulousain | Vélodrome du Parc des Princes, Paris                |                                  |

### Entre le Club athlétique des sports-généraux et le Stade toulousain (1928-1938)
Le CASG Paris, anciennement appelé le CA de la Société-Générale et le CA Jean-Bouin, fut fondé en 1903 et a fusionné depuis le 15 mai 1995 avec le Stade français, a lui aussi affronté le Stade toulousain entre 1936 et 1938.
Pendant une décennie, outre les débuts en confrontation amicale, les deux clubs se sont essentiellement rencontrés en Challenge Yves-du-Manoir et une seule fois en Championnat de France.
| no | Date             | Club (domicile)  | Score  | Club (extérieur) | Lieu                              | Compétition                                    |
| -- | ---------------- | ---------------- | ------ | ---------------- | --------------------------------- | ---------------------------------------------- |
| 1  | 12 janvier 1936  | CASG Paris       | 3 - 9  | Stade toulousain | Stade Jean-Bouin, Paris           | Challenge Yves-du-Manoir, poule A, 8e journée  |
| 2  | 4 octobre 1936   | CASG Paris       | 8 - 7  | Stade toulousain | Stade Jean-Bouin, Paris           | Challenge Yves-du-Manoir, poule A, 1er journée |
| 3  | 20 décembre 1936 | Stade toulousain | 6 - 3  | CASG Paris       | Stade des Ponts-Jumeaux, Toulouse | Division d'Excellence, poule G, 1er journée    |
| 4  | 21 novembre 1937 | CASG Paris       | 3 - 6  | Stade toulousain | Stade Jean-Bouin, Paris           | Challenge Yves-du-Manoir, poule B, 6e journée  |
| 5  | 4 décembre 1938  | CASG Paris       | 10 - 0 | Stade toulousain | Stade Jean-Bouin, Paris           | Challenge Yves-du-Manoir, poule A, 8e journée  |

| Date             | Club (domicile)  | Score  | Club (extérieur) | Lieu                                              |
| ---------------- | ---------------- | ------ | ---------------- | ------------------------------------------------- |
| 25 décembre 1921 | Stade toulousain | 11 - 0 | CASG Paris       | Stade "Ernest-Wallon" des Ponts-Jumeaux, Toulouse |
| 1er janvier 1928 | CASG Paris       | 0 - 34 | Stade toulousain | Stade Jean-Bouin, Paris                           |
| 31 mars 1929     | CASG Paris       | 3 - 26 | Stade toulousain | Stade Jean-Bouin, Paris                           |
| 20 avril 1930    | CASG Paris       | 12 - 8 | Stade toulousain | Stade de la Porte d'Auteuil, Paris                |

## Personnalités historiques des deux clubs
Nombreux sont les joueurs ayant porté les couleurs des rouges et noirs et des franciliens.
- Lionel Beauxis (SF : 2006-2011 / ST : 2011-2014)
- Nicolas Bézy (ST : 2010-2012 / SF : 2012-2013)
- Clément Castets (ST : 2017-2021 / SF : 2021- )
- Denis Charvet (ST : 1982-1990 / SF : 1996-1997)
- Patrice Collazo (SF : 2000-2001 / ST : 2002-2005)
- Jean-Frédéric Dubois (ST : 2004-2007 / SF (ent. adj.) : 2013-2015)
- Gaël Fickou (ST : 2012-2018 / SF : 2018-2021)
- Jérôme Fillol (ST : 1998-2002 / SF : 2002-2003 ; 2004-2008 ; 2011-2015)
- Adolphe Jauréguy (ST : 1920-1923 / SF : 1923-?)
- Nicolas Jeanjean (ST : 2001-2006 / SF : 2006-2009)
- Byron Kelleher (ST : 2007-2011 / SF : 2011-2012)
- Yoann Maestri (ST : 2009-2018 / SF : 2018-2022)
- Yohan Montès (SF : 2004-2007 / ST : 2007-2014)
- Sylvain Nicolas (ST : 2010-2013 / SF : 2013-)
- Alain Penaud (ST : 1999-2001 / SF : 2005-2006)
- Augustin Pujol (SF : ?-1906 / ST : 1907-?)
- David Skrela (SF : 2004-2008 / ST : 2008-2011)
- Shaun Sowerby (SF : 2004-2007 / ST : 2007-2012)
- Gurthrö Steenkamp (ST : 2011-2017 / SF : 2017-)

Augustin Pujol jouait, avant de rejoindre le SF, au Stade olympien des étudiants de Toulouse, ancêtre du Stade toulousain. Il participe, sous les couleurs du SOET contre le Stade français, à la finale de la Prairie des Filtres du Championnat de France 1903.

## Statistiques
- Stade français - Stade toulousainStade français - Stade toulousain, Challenge Yves-du-Manoir, le 4 février 1934

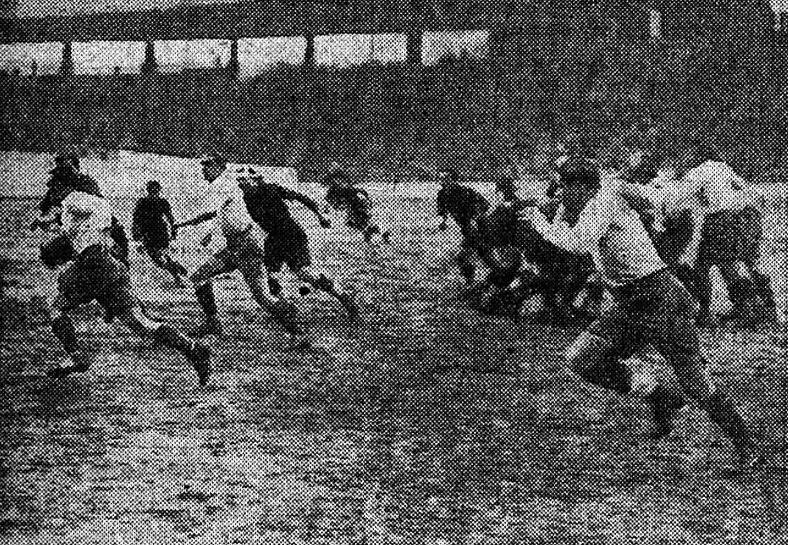
Stade français - Stade toulousain, Challenge Yves-du-Manoir, le 4 février 1934

  - Successions de matches sans défaite :
    - Paris : 4 matchs (du 11 février 2022 au 22 avril 2023).
    - Toulouse : 7 matchs (du 16 avril 1934 au 12 décembre 1937), (du 22 juin 2008 au 28 août 2010) et (du 27 mars 2016 au 3 mars 2019).

  - Total :
    - Nombre de rencontres : 69
    - Premier match gagné par les Parisiens : 22 mars 1908 (no 1)
    - Premier match gagné par les Toulousains : 30 avril 1916 (no 2)
    - Dernier match gagné par les Parisiens : 22 avril 2023
    - Dernier match gagné par les Toulousains : 10 janvier 2021
    - Plus grand nombre de points marqués par les Parisiens : 49 points le 12 juin 2004 (gagné)
    - Plus grand nombre de points marqués par les Toulousains : 53 points le 16 septembre 2017 (gagné)
    - Plus grande différence de points dans un match gagné par les Parisiens : +36 le 9 mai 1998
    - Plus grande différence de points dans un match gagné par les Toulousains : +36 le 16 septembre 2017

  - Bilan général
    - Nombre de rencontres : 69
    - Victoires parisiennes : 22
    - Victoires toulousaines : 39
    - Matchs nuls : 6
      - En Championnat de France de 1re division
        - Nombre de rencontres : 36
        - Victoires parisiennes :  12
        - Victoires toulousaines :  22
        - Matchs nuls : 3

- CASG Paris - Stade toulousain
  - Total :
    - Nombre de rencontres : 8
    - Premier match gagné par les Parisiens : 20 avril 1930 (no 3)
    - Premier match gagné par les Toulousains : 1er janvier 1928 (no 1)
    - Dernier match gagné par les Parisiens : 4 décembre 1938
    - Dernier match gagné par les Toulousains : 21 novembre 1937
    - Plus grand nombre de points marqués par les Parisiens : 10 points le 4 décembre 1938 (gagné)
    - Plus grand nombre de points marqués par les Toulousains : 34 points le 1er janvier 1928 (gagné)
    - Plus grande différence de points dans un match gagné par les Parisiens : +10 le 4 décembre 1938
    - Plus grande différence de points dans un match gagné par les Toulousains : +34 le 1er janvier 1928

  - Bilan
    - Nombre de rencontres : 8
    - Victoires parisiennes : 3
    - Victoires toulousaines : 5